# Tembien (sous-marin)
Le Tembien est un sous-marin de la classe Adua (sous-classe de la Serie 600), en service dans la Regia Marina lancé dans la deuxième moitié des années 1930 et ayant servi pendant la Seconde Guerre mondiale.
Il est nommé d'après la région de Tembien en Ethiopie, où les troupes italiennes ont mené deux batailles contre des troupes éthiopiennes pendant la seconde guerre italo-éthiopienne.

## Caractéristiques
Les sous-marins de la classe Adua sont des sous-marins de petite croisière à simple coque avec double fond central et bulges latéraux, pratiquement identiques à ceux de la série précédente Perla dont ils constituent une répétition. C'est la plus grande série de la classe 600 et donne de bons résultats au cours du conflit, bien que la vitesse de surface soit plutôt faible, les bateaux sont robustes et maniables. Il y a de petites différences dans le déplacement et les détails de construction entre les unités construites sur des sites différents.
Ils déplaçaient 697 tonnes en surface et 856 tonnes en immersion. Les sous-marins mesuraient 60 mètres de long, avaient une largeur de 6,5 mètres et un tirant d'eau de 4,7 mètres.
Pour la navigation de surface, les sous-marins étaient propulsés par deux moteurs diesel de 600 chevaux (447 kW), chacun entraînant un arbre d'hélice. En immersion, chaque hélice était entraînée par un moteur électrique de 400 chevaux-vapeur (298 kW). Ces moteurs électriques étaient alimentés par une batterie d'accumulateurs au plomb composée de 104 éléments. Ils pouvaient atteindre 14 nœuds (26 km/h) en surface et 7,5 nœuds (13,9 km/h) sous l'eau. En surface, la classe Adua avait une autonomie de 3 180 milles nautiques (5 890 km) à 10,5 nœuds (19,4 km/h), en immersion, elle avait une autonomie de 74 milles nautiques (137 km) à 4 nœuds (7,4 km/h)
Les sous-marins étaient armés de six tubes lance-torpilles internes de 53,3 cm, quatre à l'avant et deux à l'arrière. Une torpille de rechargement était transportée pour chaque tube, pour un total de douze. Ils étaient également armés d'un canon de pont de 100 mm OTO 100/47 pour le combat en surface. L'armement antiaérien léger consistait en une ou deux paires de mitrailleuses Breda Model 1931 de 13,2 mm

## Construction et mise en service
Le Tembien est construit par le chantier naval Odero-Terni-Orlando (OTO) de Muggiano à La Spezia en Italie, et mis sur cale le 6 février 1937. Il est lancé le 7 novembre 1937 et est achevé et mis en service le 28 février 1938. Il est commissionné le même jour dans la Regia Marina.

## Historique
À son entrée en service, en août 1938, le Tembien est affecté à Leros, une île grecque de l'archipel du Dodécanèse dans la mer Égée, comme membre du Ve groupe de sous-marins,.
Après la déclaration de guerre du 10 juin 1940, le Tembien, qui fait maintenant partie du 35e escadron (IIIe groupe de sous-marins) basé à Messine,. avec ses navires-jumeaux (sister ships) Durbo et Beilul, est affecté à la patrouille autour de Malte. Le commandant du sous-marin était le lieutenant de vaisseau (tenente di vascello) Primo Longobardo.
Après plusieurs patrouilles sans incident autour de Malte en juillet 1940, il est affecté à la patrouille au large de la Crète,, puis se dirige vers Sollum en août 1940.
En septembre 1940, le Tembien patrouille au large de Tobrouk, puis participe sans succès à la contre-opération contre l'opération britannique "MB5" (renforcement de la garnison de Malte).
Le 6 octobre 1940, il rentre à la base. Un nouveau commandant, le lieutenant de vaisseau Guido Gozzi, est nommé.
Le Tembien passe le mois de novembre à patrouiller à nouveau autour de Malte,. Le 27 novembre 1940, à 23h24, le Tembien aperçoit trois grands navires de guerre au sud, avançant vers le nord-ouest à une vitesse estimée à 9 noeuds. C'estt le 3e escadron de croiseurs (HMS York (90), HMS Glasgow  (C21) et HMS Gloucester (62)) participant à l'opération britannique "Collar". A 23h28, alors qu'il se trouve à la position géographique de 36° 00′ N, 14° 47′ E, le Tembien lance deux torpilles à 1 500 mètres des cibles, mais elles ont toutes deux manqué leur cible. Incapable de toucher les cibles, le Tembien tente de se rapprocher encore plus à 1 000 mètres. A 23h33, il lance deux autres torpilles, et une explosion est entendue au bout de 45 secondes,,, mais aucune cible n'a été réellement atteinte. Le Tembien se désengage en plongeant rapidement et en s'éloignant. Les sources britanniques ne semblent pas mentionner une attaque, et il semble que les navires britanniques ne se soient pas rendu compte qu'ils ont été attaqués,,. Le 30 novembre 1940, le Tembien rentre à la base.
Il commence la nouvelle année 1941 en patrouillant au large de Sollum,. Le 8 janvier 1941, à 00h45, le Tembien aperçoit un grand navire à vapeur au large de Bardia, et lance trois torpilles en une succession rapide. Le lieutenant de vaisseau Gozzi observe cependant que les torpilles tournent de façon erratique et n'atteignent pas la cible. C'est le premier cas de torpille tournant de manière erratique qui a été signalé à la Direction de la Marine. L'enquête qui a suivi a révélé que certains composants des hélices et des ailerons des torpilles, dans un lot produit par l'usine de torpilles de Fiume, étaient pliés, ce qui expliquait leur incapacité à garder la direction. Le 12 janvier 1941, le Tembien rentra à la base.
Après une brève patrouille au large de Malte au début de février 1941, le Tembien entre sur les docks pour maintenance et y reste pendant les quatre mois suivants,.
Le 26 juin 1941, il quitte la base pour patrouiller au large de la Cyrénaïque,. Le 29 juin 1941, à 20h41, le Tembien aperçoit une formation de navires britanniques au large de Ras Azzaz, à environ 90 milles nautiques (160 km) à l'est de Tobrouk. Le groupe est composé des destroyers HMS Defender (H07) and HMAS Waterhen (D22) naviguant de Tobrouk (assiégée par les forces de l'Axe) à Alexandrie pour évacuer les troupes de la 6e division australienne. Les deux destroyers sont ensuite attaqués au large de Sollum par les 19 bombardiers Junkers Ju 87 "Stuka" : douze Allemands du StG 1 de la Luftwaffe et sept Italiens du 239e Escadron de bombardement. L'un d'eux, piloté par Ennio Tarantola, frappe le HMAS Waterhen à l'arrière avec une bombe de 500 kg, provoquant l'inondation des salles des machines et obligeant l'équipage à abandonner le navire. Le Tembien s'approche à moins de 600 mètres et tente de donner un coup de grâce au destroyer immobilisé, mais le HMS Defender détecte le sous-marin, se tourne vers lui et ouvre le feu sur lui, forçant le Tembien à lancer à la hâte deux torpilles depuis les tubes arrière, puis à plonger rapidement,,
Le 31 juillet 1941, le Tembien quitte Augusta pour patrouiller à l'ouest de Malte et former un écran avec trois autres sous-marins (Fratelli Bandiera, Luciano Manara et Zaffiro) afin d'intercepter les forces navales britanniques de la Force X qui auraient transité par le détroit de Sicile. La Force X britannique est composée du HMS Hermione (74), HMS Arethusa (26) et HMS Manxman (M70) qui font partie de l'opération britannique "Style". Ces trois navires transportent des renforts et du ravitaillement pour la garnison de Malte et se déplacent à pleine vitesse, le porte-avions HMS Ark Royal (91) et des destroyers assurant la couverture à distance.
Le 1er août 1941, le Tembien atteint la zone qui lui est assignée. Aux premières heures du 2 août 1941, le Tembien aperçoit des navires britanniques qui naviguent en surface et essaie de les attaquer sans succès. Après qu'un des avions du Ark Royal ait repéré le sous-marin, le reste du convoi a été averti, et le HMS Hermione se déplaçant à 28 nœuds manœuvre pour l'éperonner. Le Tembien est coupé en deux et coule à la position géographique de 36° 21′ N, 12° 40′ E ,,(à mi-chemin entre Pantelleria et Malte). Le HMS Arethusa et le HMS Manxman, qui suivaient le HMS Hermione, se sont heurtés à l'épave déjà à moitié immergée lorsqu'ils sont passés au-dessus du point où le Tembien a coulé. Le capitaine Gozzi, quatre autres officiers et 37 autres hommes sont morts, il n'y a pas de survivants,. Le HMS Hermione n'a subi que des dommages mineurs lors de la collision et est mis en réparation à Gibraltar à son arrivée de sa mission le 4 août.
Le Tembien avait effectué un total de 10 missions offensives-exploratoires et 6 missions de transfert ou d'entraînement,, couvrant 9 806 milles nautiques (18 160 km) en surface et 1 419 milles nautiques (2 630 km) sous l'eau.